# Октябрський сільський округ (Теренкольський район)
Октя́брський сільський округ (каз. Октябрь ауылдық округі, рос. Октябрьский сельский округ) — адміністративна одиниця у складі Теренкольського району Павлодарської області Казахстану. Адміністративний центр — село Октябрське.
Населення — 772 особи (2021; 1262 у 2009, 1852 у 1999, 2989 у 1989).
Станом на 1989 рік існувала Октябрська сільська рада (села Благовіщенка, Лісне, Мотогул, Октябрське, Первомайське, Шаровка). Село Шаровка було ліквідоване 2002 року, села Благовіщенка та Мотогул — 2017 року. 2018 року було ліквідовано село Лісне.

## Склад
До складу округу входять такі населені пункти:
| Населений пункт    | Старі назви | Населення, осіб (1989) | Населення, осіб (1999) | Населення, осіб (2009) | Населення, осіб (2021) |
| ------------------ | ----------- | ---------------------- | ---------------------- | ---------------------- | ---------------------- |
| Благовіщенка, село | -           | 411                    | 267                    | 205                    | -                      |
| Лісне, село        | -           | 191                    | 93                     | 70                     | -                      |
| Мотогул, село      | -           | 214                    | 144                    | 45                     | -                      |
| Октябрське, село   | -           | 1496                   | 956                    | 744                    | 641                    |
| Первомайське, село | -           | 585                    | 340                    | 198                    | 131                    |
| Шаровка, село      | -           | 92                     | 52                     | -                      | -                      |